# ルドルフ・クヴェルナー

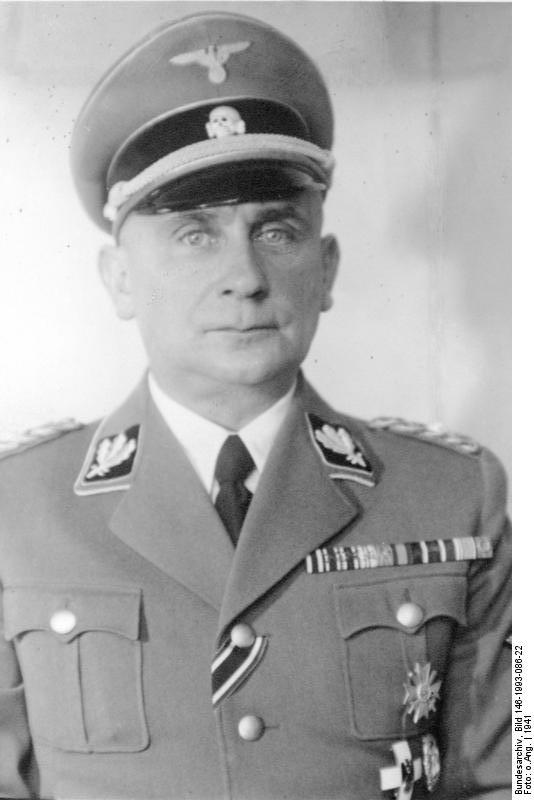
ルドルフ・クヴェルナー

エルンスト・ルドルフ・クヴェルナー（Ernst Rudolf Querner、 1893年6月10日 - 1945年5月27日）は、ナチス・ドイツの親衛隊の将軍。最終階級は親衛隊大将、武装親衛隊大将及び警察大将。

## 略歴
レーンドルフ（Lehndorf）に荘園領主の息子として生まれた。ハノーヴァーの士官学校卒業後の1906年にドレスデンで士官候補生となる。1912年2月に中尉に昇進し、第一次世界大戦中にフランス軍の捕虜となる。大戦中に二級鉄十字章を受章している。1919年9月にザクセンの警察に在籍し、警察少尉となる。1933年には警察中尉へ昇進する。
1933年5月に国家社会主義ドイツ労働者党に入党（党員番号2,385,386）。1936年9月1日に警察大佐に昇進。同時にハンブルクの秩序警察司令官となり、1940年10月までハンブルク、オルデンブルク、ブレーメン管轄の秩序警察監察官となる。
1938年に親衛隊大佐の階級で親衛隊に入隊（隊員番号308.240）。1939年3月にプラハの秩序警察司令官となり、6月まで務めた。4月20日には警察少将となり、6月18日に親衛隊上級大佐となる。1940年4月20日に親衛隊少将に、11月9日に親衛隊中将及び警察中将に昇進する。また11月に国家地方警察兼地方防護警察総監に任じられ、1941年4月まで務めた。また親衛隊上級地区「北西」の幕僚にもなっている。
1941年4月30日に「北海」親衛隊及び警察高級指導者及び親衛隊上級地区「北海」指導者に任じられる。1943年1月31日に国家保安本部長官に就任したエルンスト・カルテンブルンナーの後任として「ドナウ川」親衛隊及び警察高級指導者に任命され、2月1日には親衛隊上級地区「ドナウ」指導者も兼任した。6月21日には親衛隊大将及び警察大将に昇進する。1944年7月1日に武装親衛隊大将となる。1944年10月5日に「スロバキア」親衛隊及び警察高級指導者に転出したヘルマン・ヘーフレの後任として「中央」親衛隊及び警察高級指導者及び親衛隊上級地区「中央」指導者に任命される。
1945年5月27日にマグデブルクで自殺した。